# História de Bangladesh
Bangladesh fez parte da Índia britânica, como ficou conhecida a parcela do subcontinente indiano incorporada no Império Britânico, até o momento da independência e da partição de Bengala (1947), quando integrou-se ao Paquistão, o estado muçulmano criado na parte setentrional do subcontinente indiano. O distanciamento físico, cultural e econômico em relação ao Paquistão Ocidental, maior e economicamente mais desenvolvido, provocou uma guerra cruenta dos bengalis da parte oriental do país contra o domínio paquistanês. Com a colaboração do governo indiano, que expulsou o exército paquistanês, o até então Paquistão Oriental tornou-se uma república independente em 1971, adotando o nome Bangladesh.
O primeiro governo do país foi constituído em janeiro de 1972 sob a liderança carismática como primeiro-ministro de Sheikh Mujibur Rahman, líder da Liga Awami e da oposição ao governo paquistanês. Suas primeiras atividades consistiram em reconstruir o Estado destruído pela guerra, restabelecer a lei e a ordem e integrar ao país os numerosos bengalis procedentes da Índia.
O novo Estado, embora contasse com o apoio das Nações Unidas, da União Soviética e de outros países, enfrentou graves problemas internos, intensificados pela inexperiência administrativa. No princípio, o xeque Mujibur Rahman governou de acordo com a Constituição promulgada em 1972, mas em meados de 1974, a desordem política se intensificou e foi declarado estado de emergência nacional, investindo-se Mujibur Rahman de poderes quase absolutos. Isso provocou forte oposição interna, especialmente por parte do exército, o que resultou no golpe militar de agosto de 1975 e no assassinato de Mujibur Rahman e sua família. Depois de um segundo golpe, ocorrido em novembro do mesmo ano, subiu ao poder o general Zia ur-Rahman. Entre 1978 e 1981, Rahman exerceu a presidência da República.
Depois do assassinato de Ziaur Rahman em maio de 1981 por rebeldes que invadiram uma casa de hóspedes mantida pelo regime em Chittagong e do breve governo de seu sucessor, o vice-presidente Abdus Sattar, as Forças Armadas entregaram em março de 1982 o poder ao general Hossain Mohamed Ershad, que foi eleito presidente da República em 1983. O general Ershad instaurou a lei marcial, dissolveu o Parlamento e se arrogou poderes extraordinários. Esse golpe sem derramamento de sangue foi a princípio muito bem acolhido pela população, acostumada à violência política e à miséria. Para isso contribuíram as repetidas promessas de reinstaurar a democracia. Em 1990, no entanto, pressionado pela oposição, Ershad foi forçado a renunciar e deixou o poder.

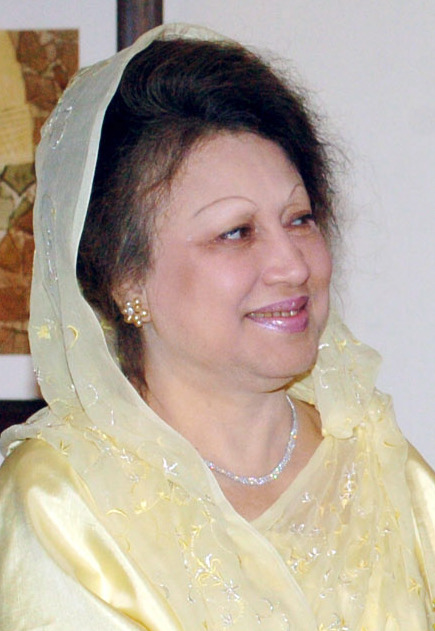
Khaleda Zia

Em fevereiro de 1991, a begume Khaleda Zia, viúva de Zia ur-Rahman e líder do Partido Nacionalista de Bangladesh (Bangladesh National Party), foi eleita primeira-ministra e, depois de uma série de alterações na Constituição, restabelecendo-se o parlamentarismo após 16 anos de presidencialismo, assumiu o controle do governo com plenos poderes executivos. Em outubro, Abdur Rahman Biswas elegeu-se presidente. Em 1996, Shaikh Hasima Wajed (Liga Awami), filha do presidente fundador de Bangladesh Mujibur Rahman, assumiu o governo por nomeação e Khaleda Zia tornou-se a líder da oposição. Em 2001, Khaleda Zia voltou a ser primeira-ministra.
Em 26 de dezembro de 2004, registou-se o maior terremoto dos últimos tempos (8,9 graus da escala de Richter) com epicentro ao largo da ilha indonésia de Samatra. Este sismo originou maremotos que assolaram a costa de vários países do sudeste asiático, como o Sri Lanka, o mais afetado, seguido da própria Indonésia, da Índia, Tailândia, Malásia, Maldivas e do Bangladesh, tendo provocado milhares de mortos e de desalojados.

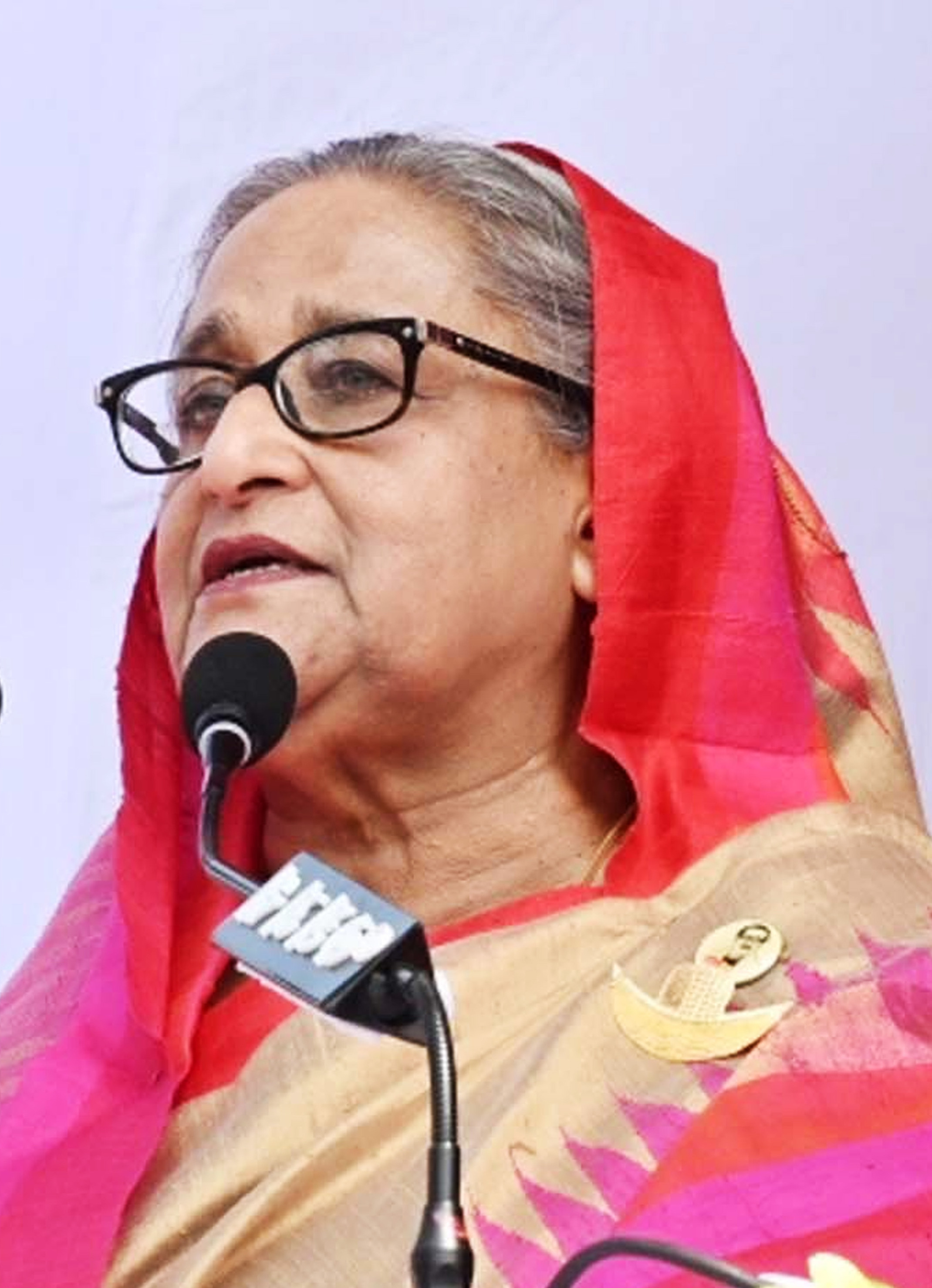
Shaikh Hasima Wajed

Em 2007, ocorre um golpe de Estado, organizado pelo chefe do Exército, sendo o país comandado por um governo provisório nos dois anos seguintes, até Sheikh Hasina assumir o poder, em 2009. Nesse mesmo ano, insatisfeitas com seus salários, forças paramilitares iniciam um movimento de revolta na capital do país, Daca, que acabou se espalhando por diversas cidades, terminando após seis dias. Em 2012, o Exército anunciou ter frustrado uma tentativa de golpe de Estado por oficiais da reserva e da ativa com a finalidade de introduzir a sharia no país.
Em janeiro de 2024, houve uma onda de protestos contra a quarta reeleição consecutiva de Hasina em um pleito do qual a principal oposição se retirou alegando fraude . Em junho de 2024, o Supremo Tribunal do país restabeleceu um sistema de cotas reservando 30% dos cargos públicos para as famílias dos veteranos que lutaram na guerra de independência do país em 1971, anulando uma decisão de 2018 do governo da premiê Hasina Wajed de o abolir. Em julho, eclodiram protestos liderados por grupos de estudantes contra a lei de cotas no serviço público, que evoluíram para uma mobilização mais ampla contra o governo, resultando em centenas de mortes. Em 5 de agosto, Hasina, que estava no poder havia 15 anos, renunciou ao cargo de primeira-ministra e fugiu para a Índia. Após a renúncia, o presidente Mohammed Shahabuddin ordenou a libertação das pessoas detidas durante as manifestações e da ex-primeira-ministra e líder da oposição, Khaleda Zia, que esteve anos em prisão domiciliar, destituiu o comandante da polícia nacional e dissolveu o Parlamento, uma das principais exigências dos estudantes e do Partido Nacionalista de Bangladesh (BNP). O chefe do Exército, general Waker-uz-Zaman, declarou em pronunciamento a formação de um governo interino. Muhammad Yunus, ganhador do Nobel da Paz, foi designado para liderar o governo interino após reunião entre o presidente, comandantes militares e líderes dos protestos estudantis.